# Пархоменко, Дмитрий Александрович
Дмитрий Пархоменко (род. 2 ноября 1995, Старонижестеблиевская, Краснодарский край) — российский регбист, выступающий за клуб «Стрела» (Казань) и сборную России по регби. Играет на позиции хукера (2 номер).

## Клубная карьера
Воспитанник краснодарской школы регби. Профессиональную карьеру начинал за «Кубань», в составе клуба доходил до финала Кубка России, по окончании сезона 2018 принял решение перейти в «Красный Яр», с которым дважды становился обладателем Кубка России. Отыграв в красноярской команде чуть больше одного сезона перешел в «ВВА-Подмосковье». Играя на «военлетов» заслужил вызов в сборную России.

## Карьера в сборной
Дмитрий Пархоменко дебютировал в сборной России 14 ноября 2021 в игре против Испании. В 5-м своем матче за сборную против Румынии выйдя на замену стал автором двух попыток.

## Достижения
- Обладатель Кубка России — 2018, 2019